# Nhava Sheva
Der Nhava Sheva Port (offiziell Nhava Sheva International Container Terminal), inzwischen Jawaharlal Nehru Port Trust (JNPT) genannt, ist ein Seehafen in Navi Mumbai der Metropolregion Mumbai im westlichen Indien in der mit der Arabischen See verbundenen Meeresbucht des Thane Creek.
Die Bauarbeiten begannen 1986, 1989 wurde der Hafen eröffnet. 1997 kam ein 2. Containerterminal hinzu, 2006 ein drittes, 2018 ein viertes. Der Hafen war ursprünglich als Nebenhafen zum Mumbaier Hafen geplant, inzwischen ist er der größte Containerhafen Indiens mit dem ersten privaten Containerterminal des Landes, das von DP World betrieben wird.
Der Hafen verfügt über eine Kailänge von 600 Metern und eine bebaute Fläche von 30 Hektar zur Lagerung der Container. Die Gesamtkapazität betrug 2001 1,1 Mio. TEU (20-Fuß-Container), wobei durchschnittlich rund 100.000 TEU monatlich bearbeitet und Einkünfte aus Zöllen in Höhe von 2 Mrd. indischen Rupien erzielt werden. Der Bau der Anlage kostete 250 Mio. US-Dollar.
2010 wurden mehr als 4 Mio. TEU umgeschlagen.